# Jeux floraux
Jeux floraux (provensalska jo flourau) var pristävlingar i poesi vid det litterära sällskap, som för odlandet av språket (langue d'oc) instiftades i Toulouse 1323 och som från 1324 kallades Consistori de la gaya sciensa, stadgar Leys d'amors 1356 och med privilegium av Ludvig XIV, under vars tid den 1694 ombildades till Académie des jeux floraux.
Felibreförbundet gav nytt uppsving åt dessa tävlingar, som firas särskilt högtidligt vart 7:e år med prisbelöningar och utnämnande av förstapristagaren till mèstre en gai sabé, "mästare i den glada vetenskapen".